# Орден Двух Нилов
О́рден Двух Ни́лов (араб. وسام النيلين‎) — государственная награда Судана. Учреждена 16 ноября 1961 года. Вручается за заслуги перед государством на военной и гражданской службе.Орден Двух Нилов – Белого и Голубого Нила – является второй по величине наградой Судана после Ордена Республики. Орден вручается суданцам и иностранцам, гражданским лицам и военным, оказавшим государству большие услуги

## Описание
Имеет пять степеней. Первой награждаются главы государств, второй — министры и генералы, третьей (знак на шейной ленте) — полковники, подполковники и приравненные к ним по званию гражданские лица, четвёртой (знак на нагрудной лете с розеткой) — капитаны и майоры, пятой (знак на нагрудной ленте) — младшие лейтенанты и низшие чины.
Кавалерам первых двух высших степеней ордена по статуту, кроме знака ордена, вручается звезда. Звезда позолоченная, десятиконечная. Представляет собой наложение двух пятиконечных звёзд с усечёнными лучами. Звёзды имеют каждая на своей поверхности вертикальные и, соответственно, горизонтальные лучи. В центре изображен белый медальон с надписью «Два Нила» («Эль Нилейн») из синей эмали. Знак ордена представляет собой уменьшенную копию звезды.  С помощью круглой ажурной подвески с изображением носорога (Тип 2 — подвеска с изображением государственного герба Судана) он крепится к синей ленте с белыми полосами по краям.

## Знаки отличия
Звезда, лента и значок составляют знаки отличия Первого класса. Звезда имеет десять лучей и покрыта золотом. Десятиконечная звезда создается путем наложения друг на друга двух пятиконечных звезд с усеченными лучами. Поверхности звезд покрыты вертикальными и, следовательно, горизонтальными лучами. Звезда состоит из четырех слоев и особенно огромна (102 мм) и тяжела (8 1/2 унции ). В центре находится белый медальон диаметром 40 мм с надписью темно-синего цвета: «Эль-Нилейн по-арабски : النيلين», или «Два Нила» арабской каллиграфией . Золотой медальон крепится к ленте с помощью переходного элемента в виде кулона-носорога . Носорог был эмблемой Республики Судан , пока она не стала Демократической Республикой Судан и не изменила эмблему в 1985 году на птицу-секретаря . [5] Лента выполнена из королевского муара синего цвета с двумя белыми полосами шириной 5 мм по краям и шириной 51 мм. Значок того же рисунка, но меньшего размера, диаметром 58 мм. [6]
Класс II состоит из звезды и шейного значка, класс III состоит из шейного значка, а классы IV и V состоят из нагрудных значков. [7] Знак изготовлен компаниями Garrard & Co (Лондон, Англия), Eng Leong Medallic Industries и Bichay (Каир, Египет).

## Кавалеры
- Бокасса, Жан Бедель
- Блаттер, Йозеф
- Пригожин, Евгений Викторович